# Championnat national de tennis des États-Unis 1906
Pour un article plus général, voir US Open de tennis.
Résultats détaillés de l’édition 1906 du championnat de tennis US National qui est disputée du 19 au 25 juin 1906.

## Palmarès
| Tableau          | Vainqueurs                         | Vainqueurs           | Score           | Finalistes                     | Finalistes |
| ---------------- | ---------------------------------- | -------------------- | --------------- | ------------------------------ | ---------- |
| Simple dames     | Helen Homans                       | États-Unis           | 6-2, 6-3        | Maud Barger Wallach            | États-Unis |
| Simple messieurs | William Clothier                   | États-Unis           | 6-3, 6-0, 6-4   | Beals Wright                   | États-Unis |
| Double dames     | Ann Burdette Coe Ethel Bliss-Platt | États-Unis           | 6-4, 6-4        | Helen Homans Clover Boldt      | États-Unis |
| Double messieurs | Holcombe Ward Beals Wright         | États-Unis           | 6-3 3-6 6-3 6-3 | Fred Alexander Harold Hackett  | États-Unis |
| Double mixte     | Sarah Coffin Edward Dewhurst       | États-Unis Australie | 6-3, 7-5        | Margaret Johnson J. B. Johnson | États-Unis |

## Simple dames
|  |                     |  |   |   |  |
|  | Finale              |  |   |   |  |
|  |                     |  |   |   |  |
|  |                     |  |   |   |  |
|  | Helen Homans        |  | 6 | 6 |  |
|  | Helen Homans        |  | 6 | 6 |  |
|  | Maud Barger Wallach |  | 2 | 3 |  |

## Double dames
|  |                                    |  |   |   |  |
|  | Finale                             |  |   |   |  |
|  |                                    |  |   |   |  |
|  |                                    |  |   |   |  |
|  | Ann Burdette Coe Ethel Bliss-Platt |  | 6 | 6 |  |
|  | Ann Burdette Coe Ethel Bliss-Platt |  | 6 | 6 |  |
|  | Helen Homans Clover Boldt          |  | 4 | 4 |  |

## Double mixte
|  |                               |  |   |   |  |
|  | Finale                        |  |   |   |  |
|  |                               |  |   |   |  |
|  |                               |  |   |   |  |
|  | Sarah Coffin Edward Dewhurst  |  | 6 | 7 |  |
|  | Sarah Coffin Edward Dewhurst  |  | 6 | 7 |  |
|  | Margaret Johnson J.B. Johnson |  | 3 | 5 |  |